# Hermann Losch

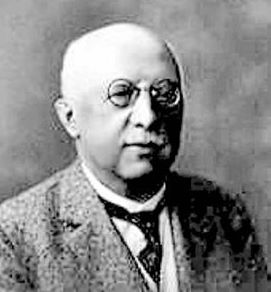
Hermann Losch

Hermann Julius Losch (* 16. Januar 1863 in Murrhardt; † 10. Dezember 1935 in Stuttgart) war ein deutscher evangelischer Geistlicher, Hochschullehrer, Nationalökonom, Statistiker und Präsident des Württembergischen Statistischen Landesamt in Stuttgart.

## Werdegang
Nach dem Besuch der Volks- und Lateinschule in Murrhardt studierte er im Tübinger Stift Theologie und trat der Tübinger Königsgesellschaft Roigel bei. Das in dieser Zeit begonnene Studium der Nationalökonomie beendete er 1887 mit seiner als Preisarbeit ausgezeichneten Dissertation Mittel und Wege, Volksvermögen und Volkseinkommen zu messen.
Nach seiner Tätigkeit als Privatsekretär des Reichstagsabgeordneten Gustav Siegle wurde er 1889 in Oberlenningen Pfarrerverweser. Er wurde aber bereits im gleichen Jahr abgelöst, habilitierte sich 1893 an der Technischen Hochschule Stuttgart als Privatdozent und wurde anschließend Mitarbeiter des Statistischen Landesamtes. Neben seiner Tätigkeit zunächst als Wirklicher Finanzrat, Oberfinanzrat, Direktor und ab 1922 Präsident des Statistischen Landesamtes bis 1930 war er Dozent für Nationalökonomie an der Landwirtschaftlichen Hochschule in Hohenheim.
Durch die Bekanntschaft mit Herman Hollerith erkannte der den technischen Fortschritt der patentierten mechanischen Auszählungshilfe und setzte diese Erfindung als erster Deutscher bei der deutschen Volkszählung vom 1. Dezember 1910 ein.
Seine Lehrtätigkeit, zuletzt ab 1908 als ordentlicher Honorarprofessor an der Universität in Tübingen, sowie seine über 40 Fachpublikationen fanden unter anderem zahlreiche Anerkennungen durch Mitgliedschaften in europäischen Vereinigungen und im Internationalen Statistischen Institut.
Losch wurde am 17. Januar 1923 die Ehrenbürgerschaft seiner Heimatstadt Murrhardt verliehen. Er wurde auf dem Waldfriedhof in Degerloch beigesetzt.

## Veröffentlichungen (Auswahl)
- Volksvermögen, Volkseinkommen und ihre Verteilung. Staats- und socialwissenschaftliche Forschungen, Band 7, Heft 1. Duncker & Humblot, Leipzig 1887, 110 S.
- Nationale Produktion und nationale Berufsgliederung. Duncker & Humblot, Leipzig 1892.
- Die Entwicklung der Bevölkerung Württembergs von 1871 bis 1890. In: Württembergische Jahrbücher für Statistik und Landeskunde, Jg. 1895, S. 167–247.
- (mit Nathan Edmund Krailsheimer): Die Blinden im Königreich Württemberg. In: Württembergische Jahrbücher für Statistik und Landeskunde, Jg. 1897, S. 77–128.
- Die Arbeitslöhne in Württemberg. In: Württembergische Jahrbücher für Statistik und Landeskunde, Jg. 1897, S. 130–214.
- Die Kinderarbeit in Württemberg. In: Württembergische Jahrbücher für Statistik und Landeskunde, Jg. 1898, S. 149–200.
- Das Ergebnis der Reichstagswahlen in Württemberg am 16. und 24. Juni 1898. In: Württembergische Jahrbücher für Statistik und Landeskunde, Jg. 1899, S. 201–251.
- Württembergische Gegenwartsfragen und Zukunftssorgen. Kohlhammer, Stuttgart 1901.
- Die Ergebnisse der Volkszählung vom 1. Dezember 1900 für das Königreich Württemberg. In: Württembergische Jahrbücher für Statistik und Landeskunde, Jg. 1902, S. 187–244.
- (mit Arthur Schott): Der Stand der Sparkassenbücher in Württemberg am 31. Dezember 1899 nach dem Beruf der Einleger. In: Württembergische Jahrbücher für Statistik und Landeskunde, Jg. 1903, S. 110–151.
- Die Bewegung der Bevölkerung Württembergs im Jahr 1905 und in den Jahren 1901 -1905. In: Württembergische Jahrbücher für Statistik und Landeskunde, Jg. 1906, S. 171–233.
- Die Veränderung im wirtschaftlichen und gesellschaftlichen Aufbau der Bevölkerung Württembergs nach den Ergebnissen der Berufs- und Betriebszählung vom 12. Juni 1907. In: Württembergische Jahrbücher für Statistik und Landeskunde, Jg. 1911, S. 94–190.
- Die Volkszählung vom 1. Dezember 1910. In: Württembergische Jahrbücher für Statistik und Landeskunde, Jg. 1912, S. 173–426.
- (mit Hermann von Zeller): Sonderstatistik über die Einkommensteuerpflichtigen in Württemberg nach Erwerbsklassen und Einkommensteuergruppen auf 1. April 1920. Kohlhammer, Stuttgart 1913.
- Der mitteleuropäische Wirtschaftsblock und das Schicksal Belgiens. Hirzel, Leipzig 1914.
- Englands Schwäche und Deutschlands Stärke. Deutsche Verlagsanstalt, Stuttgart 1914.
- Unerwartete Geschichten. Meyer-Ilschen, Stuttgart 1916.
- Die Bewegung der Bevölkerung Württembergs in den Jahren 1914 bis 1919. In: Württembergische Jahrbücher für Statistik und Landeskunde, Jg. 1919/20, S. 268–312.
- Die berufliche Gliederung der Bevölkerung Württembergs am 16. Juni 1925. In: Württembergische Jahrbücher für Statistik und Landeskunde, Jg. 1927, S. 135–239.
- Erkenntnis und Bekenntnis. Gedanken zum neuen Deutschen Zeitalter. Bonz, Stuttgart 1936.